# Pesa rusa

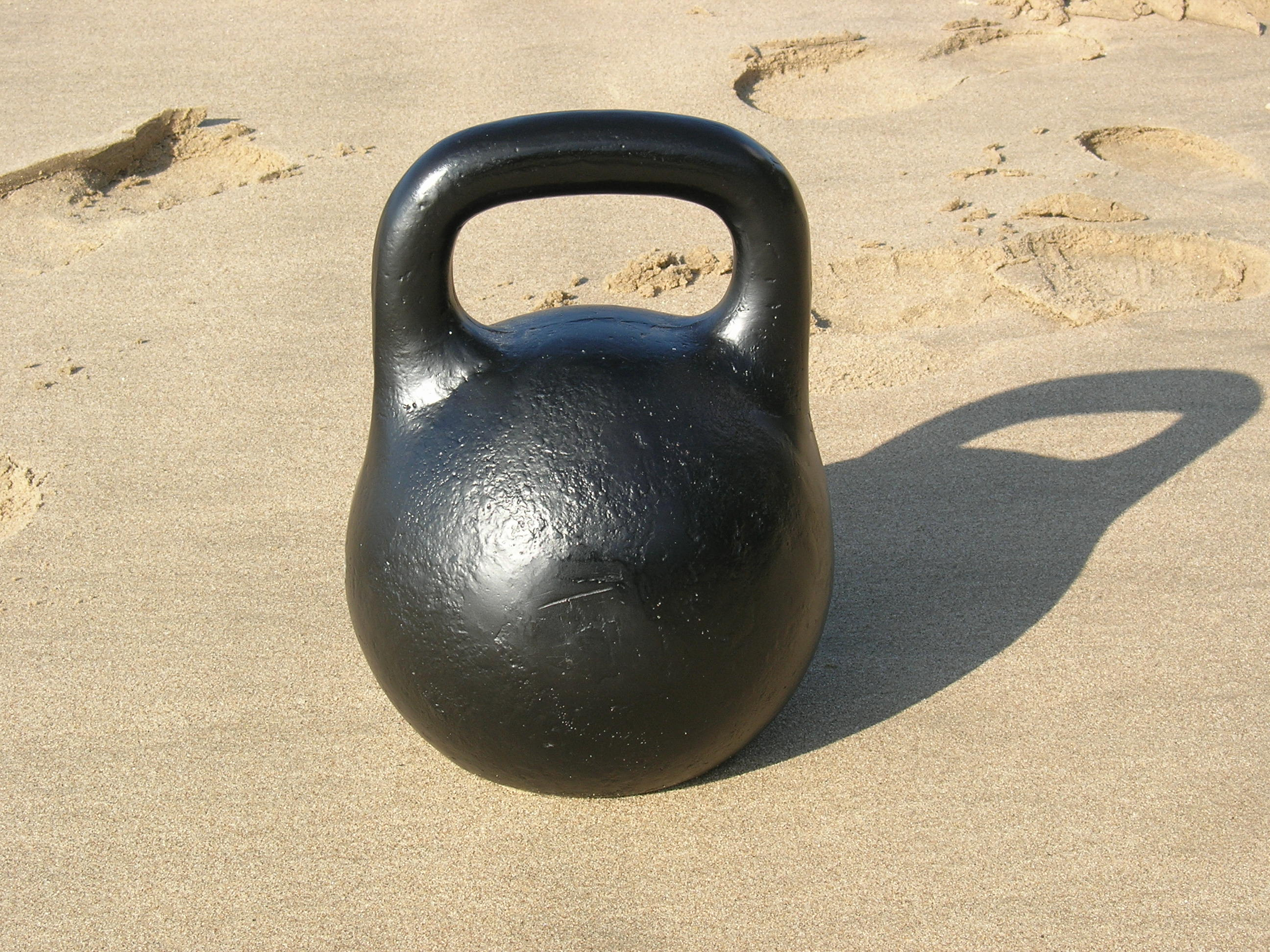
Una pesa rusa.

La pesa rusa o kettlebell (en ruso: гиря [guirya]) es una pesa tradicional que consiste de una bola de hierro fundido, semejante a una bala de cañón con un asa.
La pesa rusa se ha convertido en un utensilio popular de ejercicio. Autores como el entrenador Pavel Tsatsouline o el campeón del mundo y titular del récord mundial Valery Fedorenko, afirman que su uso tiene efectos beneficiosos en la fuerza y la flexibilidad.[cita requerida] Muchas empresas fabrican sus propias marcas de pesas rusas, así como sus propios programas de ejercicios (enlace roto disponible en Internet Archive; véase el historial, la primera versión y la última).. Algunos modelos modernos se caracterizan por contar con pesos ajustables.
Los entrenamientos con pesas rusas aumentan la fuerza, resistencia, agilidad y equilibrio, desafiando tanto la fuerza muscular como el sistema cardiovascular.
El levantamiento de pesas rusas está reconocido a nivel nacional y en todo el mundo desde hace décadas,[cita requerida] y se basa en los ejercicios de levantamiento de dos pesas rusas y levantamiento de una pesa rusa; durante diez minutos cada uno.[cita requerida]